# Thomas Randolph, I conte di Moray
Thomas Randolph, I conte di Moray (1278 – 20 luglio 1332), fu un'importante figura delle guerre di indipendenza scozzesi.

## Biografia
Egli è normalmente descritto come un nipote di Roberto I di Scozia anche se questa parentela non è certa. Quest'idea nasce dal fatto che Marjorie, Contessa di Carrick (fra il 1253 e il 1256-poco prima del 9 novembre 1292) ebbe una figlia che divenne poi la madre di Thomas, nata dal primo matrimonio di Marjorie con Adamo di Kilconquhar. Ella poi sposò in seconde nozze Robert Bruce, VI Signore di Annandale (luglio 1243-poco prima del 4 marzo 1304) da cui ebbe Robert Bruce. Si presume anche che Robert Bruce, VI Signore di Annandale abbia sposato in seconde nozze tale Eleanor da cui ebbe una figlia che sposò Thomas Randolph, futuro padre di Thomas.
Thomas, il futuro Signore di Moray, sostenne Roberto nel suo colpo di stato con il quale si auto proclamò re di Scozia, ma lo abbandonò dopo la vittoria inglese alla Battaglia di Methven. Successivamente, mentre combatteva per gli inglesi, venne catturato e portato al cospetto di Roberto che lo accusò di codardia per non aver combattuto in battaglia.
Comunque egli venne convinto a cambiare ancora una volta campo ed a schierarsi nuovamente con gli scozzesi divenendo il principale luogotenente del re. Il fatto che gli fosse stato dato nuovamente un ruolo di grande rilevanza fa pensare che esistessero delle relazioni di parentela con il re. Il suo successo più importante fu la presa del Castello di Edimburgo, fra i pochi ancora sotto gli inglesi.
Non è possibile sapere quando Thomas venne elevato alla dignità di Signore di Moray ma dal 1315 egli è citato come "Thomas Ranulphi comes Morauie".
Egli giocò un ruolo molto importante nella vittoria scozzese a Bannockburn, dove era al comando di quattro schiltron di fanteria scozzese.
Nel 1315 accompagnò Edward Bruce alla conquista dell'Irlanda rimanendo al suo fianco sino alla morte avvenuta nel 1318. Morto Bruce gli scozzesi si ritirarono progressivamente dall'isola e Thomas venne inviato alla corte di Roma per ottenere dal Papa la dispensa dalla scomunica che era caduta su Roberto I di Scozia a seguito dell'assassinio in una chiesa di John Comyn, III Signore di Badenoch.
Quando Roberto morì nel 1329 la corona passò al figlio Davide II di Scozia di appena cinque anni e Thomas venne nominato reggente incarico che resse per tre anni fino alla morte avvenuta il 20 luglio 1332.
Thomas morì improvvisamente mentre tornava da Musselburgh dove si era recato per respingere gli inglesi comandati da Edoardo Balliol e dai suoi sostenitori.

## Matrimonio e figli
Thomas si sposò con Isabell Stewart di Bonkyll, figlia di John Stewart di Bonkyll (morto il 22 giugno 1298). I due ebbero diversi figli tra cui:
- Thomas Randolph, II conte di Moray (morto l'11 agosto 1332 nella Battaglia di Dupplin Moor);
- John Randolph, III conte di Moray;
- Agnes Randolph;
- Geilis o Isabella Randolph